# Abrasão corneana
Abrasão corneana é qualquer arranhão na superfície da córnea do olho. Os sintomas mais comuns são dor, vermelhidão, fotossensibilidade e sensação de ter um corpo estranho no olho. A maior parte das pessoas recuperam por completo após três dias.
A maior parte dos casos são causados por pequenos traumas no olho, como os que são resultado de arranhões com unhas ou do uso de lentes de contacto. Cerca de 25% dos casos ocorrem no local de trabalho. O diagnóstico é geralmente realizado mediante observação do olho com uma lâmpada de fenda, depois de ter sido aplicada fluoresceína. O diagnóstico deve ainda excluir lesões mais graves, como úlcera corneana, ruptura do globo, erosão corneana recorrente e corpo estranho no olho.
A prevenção é feita com a utilização de equipamento de proteção ocular. O tratamento consiste na aplicação de gotas antibióticas. Em pessoas que usam lentes de contacto geralmente recomenda-se tratamento com o antibiótico fluoroquinolona. A dor pode ser aliviada com paracetamol, anti-inflamatórios não esteroides e gotas de ciclopentolato que paralisam a pupila. Não há evidências que apoiem a utilidade do uso de uma pala em pessoas com abrasões simples.
A condição afeta cerca de 3 em cada 1000 pessoas por ano nos Estados Unidos. Os casos de abrasão da córnea são mais comuns entre homens do que mulheres. O grupo etário mais afetado são as pessoas entre os 20 e os 40 anos de idade. Entre as possíveis complicações estão a ceratite, úlcera da córnea e irite. Ocorrem complicações em até 8% de todos os casos.